# 海地美國僑民
海地美國僑民，多是19世紀早期自由黑人移民和他們的後裔。在2010年海地地震時約有45000個美國公民生活在海地。

## 19世紀早期
在美國南部種植園時代，許多自由黑人移民到海地。儘管在19世紀10年代，有一些移民前往海地，但直到1824年，在海地總統讓-皮埃爾·布瓦耶的支持下，來自美國的黑人移民人數有所增加。1824年夏天，有數千名自由黑人前往海地，直到1826年，海地政府停止支付和支付運輸費用。

## 20世紀和21世紀
在1915年7月28日，300個美國海軍陸戰隊登陸首都首都太子港，佔領直到1934年8月1日由總統富蘭克林·羅斯福下令中止佔領。在1934年8月15日撤離。

## 杜瓦利埃時代
在杜瓦利埃時代，很多美國商人和他們家庭來到海地生活。
近年來，許多美國人為國際援助和救援機構開發項目來到海地，或在醫院和濟助站工作。許多在瓦利埃和他們的繼任者逃離海地的海地裔美國人也回國了。在紐約市或邁阿密出生的數百名年輕的孩子也選擇返回。 